# Hartmannsdorf-Reichenau
Hartmannsdorf-Reichenau è un comune di 1.135 abitanti della Sassonia, in Germania.
Appartiene al circondario della Svizzera Sassone-Monti Metalliferi Orientali (targa PIR) ed è parte della comunità amministrativa (Verwaltungsgemeinschaft) di Pretzschendorf.